# تنت خيتا
تنت خيتا أو تنت ختا أو تنتخيتا، هي ملكة مصرية قديمة غير حاكمة أو زوجة ملك عاشت خلال عهد الأسرة السادسة والعشرين، وهي زوجة الملك أحمس الثاني.

## التعرف عليها
الملكة تنت ختا واحدة من الزوجات المعروفات للملك أحمس الثاني. وهي ابنة كاهن للإله بتاح يسمى بادي نيت. وهي أم لابن للملك اسمه خنوم- إب-رع وأم الملك أبسماتيك الثالث، وذلك كله معروف لنا من لوحة عثر عليها في السيرابيوم نقشها ابنها بينما كان لازال أميرا قبل اعتلائه للعرش، وهذه اللوحة موجودة الآن في متحف اللوفر تحت ترقيم N486 أو S2252.

## ألقابها
- زوجة الملك.
- المشرفة على الجزارين في بيت الأكاسيا.[1]